# Мальта (Огайо)
Мальта (англ. Malta) — селище (англ. village) в США, в окрузі Морган штату Огайо. Населення — 559 осіб (2020).

## Географія
Мальта розташована за координатами 39°39′4″ пн. ш. 81°51′48″ зх. д. / 39.65111° пн. ш. 81.86333° зх. д. (39.651245, -81.863442).  За даними Бюро перепису населення США в 2010 році селище мало площу 1,00 км², з яких 0,89 км² — суходіл та 0,11 км² — водойми.

## Демографія
Згідно з переписом 2010 року, у селищі мешкала 671 особа в 278 домогосподарствах у складі 174 родин. Густота населення становила 670 осіб/км².  Було 305 помешкань (304/км²).
Расовий склад населення:
| - 91,1 % — білих - 4,0 % — чорних або афроамериканців |

До двох чи більше рас належало 4,8 %. Частка іспаномовних становила 0,3 % від усіх жителів.
За віковим діапазоном населення розподілялося таким чином: 27,3 % — особи молодші 18 років, 57,9 % — особи у віці 18—64 років, 14,8 % — особи у віці 65 років та старші. Медіана віку мешканця становила 36,0 року. На 100 осіб жіночої статі у селищі припадало 96,2 чоловіків;  на 100 жінок у віці від 18 років та старших — 87,7 чоловіків також старших 18 років.
Середній дохід на одне домашнє господарство  становив 39 358 доларів США (медіана — 30 078), а середній дохід на одну сім'ю — 45 035 доларів (медіана — 36 250). Медіана доходів становила 42 625 доларів для чоловіків та 23 750 доларів для жінок. За межею бідності перебувало 24,7 % осіб, у тому числі 29,5 % дітей у віці до 18 років та 0,0 % осіб у віці 65 років та старших.
Цивільне працевлаштоване населення становило 314 особи. Основні галузі зайнятості: освіта, охорона здоров'я та соціальна допомога — 29,3 %, виробництво — 19,7 %, будівництво — 9,2 %, роздрібна торгівля — 7,0 %.